# (9791) Kamiyakurai
(9791) Kamiyakurai est un astéroïde de la ceinture principale.

## Description
(9791) Kamiyakurai est un astéroïde de la ceinture principale. Il fut découvert le 21 décembre 1995 à Oizumi par Takao Kobayashi. Il présente une orbite caractérisée par un demi-grand axe de 2,30 UA, une excentricité de 0,07 et une inclinaison de 8,8° par rapport à l'écliptique.